# Sternotomia

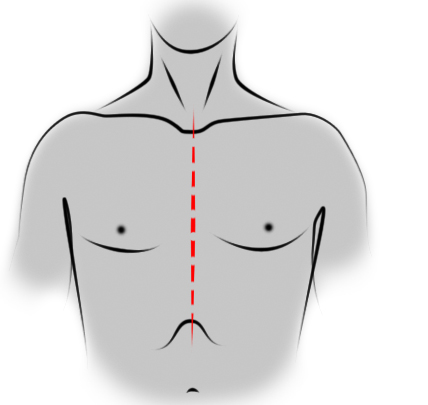
Nacięcie skóry podczas sternotomii.

Sternotomia (ang. (median) sternotomy, z łac. sternum „mostek”) – chirurgiczne przecięcie mostka (zwykle wykonywane w linii pośrodkowej – sternotomia pośrodkowa) celem uzyskania dostępu do narządów klatki piersiowej. Poprzeczna sternotomia wykonywana jest obecnie rzadko, najczęściej jako poszerzenie torakotomii przednio- bocznej.

## Wskazania
Częściowa lub całkowita sternotomia jest stosowana w chirurgii jako dojście do organów śródpiersia. Jako przykład mogą służyć operacje kardiochirurgiczne: pomostowanie tętnic wieńcowych, wymiana zastawek serca, transplantacja serca. Częściową sternotomię wykonuje się np. przy usuwaniu gruczołu tarczycy (tyreoidektomia) położonego zamostkwo. Podczas częściowej sternotomii np. do tyreoidektomii przecina się w linii pośrodkowej tylko górną część mostka do wysokości 2–3 międzyżebrza i następnie cięcie kieruje się do boku do odpowiedniej przestrzeni międzyżebrowej.

## Technika
Po nacięciu skalpelem skóry nad mostkiem przecina się tkankę podskórną i okostną przedniej ściany mostka nożem elektrycznym z jednoczesną elektrokoagulacją naczyń krwionośnych. Następnie palcem powyżej górnej krawędzi mostka (jugulum) i poniżej dolnego brzegu mostka (wyrostek mieczykowaty) odpreparowywuje się tkanki miękkie od tylnej ściany mostka. Do przecięcia mostka używa się piły oscylacyjnej, najczęściej specjalnego typu z pionowym ostrzem. Jeżeli piła oscylacyjna jest niedostępna, to do przecięcia mostka można użyć piłki Gigliego.
Po założeniu drenu do przedniego śródpiersia zamyka się mostek szwami metalowymi z drutu ze stali nierdzewnej celem stabilizacji mostka.

## Zalecenia po sternotomii
Pierwszego dnia po operacji siadanie na brzegu łóżka z pomocą personelu. Od początku zalecane ćwiczenia oddechowe, najlepiej z przyrządami wspomagającymi, np. Triflo. W następnych dniach dalsza mobilizacja z oszczędzaniem górnej połowy ciała. Po 3–4 miesiącach pacjenci wracają najczęściej do formy sprzed operacji.

## Powikłania
- odma
- zapalenie śródpiersia
- zakażenie rany z zapaleniem mostka, rozejście się mostka